# Arthur Francis George Kerr
Arthur Francis George Kerr ( 1877 - 1942 ) fue un médico, botánico y explorador irlandés, que desarrolló una intensa actividad taxonómica sobre la flora de Tailandia.
La impresionante vastedad de las colecciones de Kerr siguen siendo vitales por haber cuidado de explayarse sobre los especímenes con meticulosas notas fijándolas geográficamente. Han pasado más de un siglo, y siguen siendo el mejor material disponible para describir la flora y sus distribuciones. Además fotografió estupendamente, dando vívidos retratos de la Tailandia de principios del siglo XX.

## Algunas publicaciones
- 1930. The genera Hydnocarpus and Taraktogenos in Siam. Technical and scientific supplement to the Record. 16 pp.
- william grant Craib, arthur francis george Kerr. 1931. Florae siamensis enumeratio: a list of the plants known from Siam, with records of their occurrence, Volumen 1. Ed. The Bangkok times press, Ltd. 110 pp.
- 1953. Flora and vegetation. Ed. Dept. of Commercial Intelligence, Ministry of Economic Affairs. 60 pp.
- 1981. Chātiphanwitthayā wādūai chonchāt tāng tāng nai Prathēt Thai. 110 pp.

## Honores

### Eponimia
Género
- (Leguminosae) Afgekia Craib 1927

Especiesmás de 170 se nombraron en su honor:
- (Acanthaceae) Beloperone kerrii N.E.Br. 1894
- (Araceae) Pothos kerrii Buchet ex P.C.Boyce 2000
- (Bignoniaceae) Barnettia kerrii (Barnett & Sandwith) Santisuk 1973
- (Caprifoliaceae) Viburnum kerrii Geddes 1931
- (Dioscoreaceae) Dioscorea kerrii Prain & Burkill ex Craib 1914
- (Fabaceae) Astragalus kerrii P.J.Knight & Cully 1991
- (Fabaceae) Archidendron kerrii (Gagnep.) I.C.Nielsen 1979
- (Fabaceae) Abarema kerrii (Gagnep.) Kosterm.[2]
- (Lamiaceae) Platostoma kerrii (Doan) A.J.Paton 1997
- (Lauraceae) Phoebe kerrii Gamble[3]
- (Lentibulariaceae) Utricularia kerrii Craib[4]
- (Loganiaceae) Strychnos kerrii A.W.Hill[5]
- (Loranthaceae) Dendrophthoe kerrii (Craib) Barlow[6]
- (Magnoliaceae) Talauma kerrii Craib[7]
- (Melastomataceae) Sonerila kerrii Craib & Stapf[8]
- (Menispermaceae) Stephania kerrii Craib[9]
- (Vitaceae) Cissus kerrii Craib[10]
- (Zingiberaceae) Geostachys kerrii K.Larsen[11]

- La abreviatura «Kerr» se emplea para indicar a Arthur Francis George Kerr como autoridad en la descripción y clasificación científica de los vegetales.[12]